# نمازخانه کاراپت مقدس، رامیس
نمازخانه کاراپت مقدس، رامیس (ارمنی: Սուրբ Կարապետ մատուռ (Ռամիս)؛ انگلیسی: Ramis St. John) یک نمازخانه متعلق به کلیسای حواری ارمنی واقع در شهر hy:Ռամիս، جمهوری خودمختار نخجوان جمهوری آذربایجان می‌باشد. ساخت و ساز این ساختمان در سده ۱۷ میلادی؛ به پایان رسید. این بنا به سبک معماری ارمنی طراحی شده‌است.